# Safia chalybeata
Safia chalybeata är en fjärilsart som beskrevs av George Francis Hampson 1913. Safia chalybeata ingår i släktet Safia och familjen nattflyn. Inga underarter finns listade.